# Marleen
De voornaam Marleen is ontstaan uit de samentrekking van de dubbele voornaam Maria-Helena, of Maria Magdalena. Varianten zijn Marlène, Marlene, Marie-Elena, Marileen, Marilène, Marlena, Mirlona, Marléneke, Marleene.

## Bekende naamdraagsters
- Marilène van den Broek, echtgenote van prins Maurits
- Marlene Dietrich, Duits-Amerikaans zangeres
- Marlene Dumas, Zuid-Afrikaans-Nederlands schilder
- Marleen Barth, Nederlands politicus en bestuurder
- Marleen Houter, Nederlands sporter en sportverslaggever
- Marleen Janssen, Nederlands hoogleraar orthopedagogiek
- Marleen Pot, Nederlands shorttrackster
- Marleen Renders, Belgisch hardloopster
- Marleen de Rooy, Nederlands politiek verslaggever
- Marleen Vanderpoorten, Belgisch politica
- Marleen Veldhuis, Nederlands zwemster

## Fictieve naamdraagsters
- Marleen Spaargaren, figuur in de trilogie van Jan Mens en de gelijknamige televisieserie De kleine waarheid
- Lili Marleen, onderwerp van het gelijknamige liedje